# Carnos
Carnos, o també Carneu, (en grec antic Κάρνος), va ser, segons la mitologia grega, un endeví originari d'Acarnània. Segons diu la poeta Praxil·la era un fill de Zeus i Europa. Va ser criat per Leto i Apol·lo, i va ser més endavant un amant d'Apol·lo. Però és possible que aquest Carnos sigui un altre personatge.
Va arribar davant de l'exèrcit dels Heràclides quan aquests es disposaven a envair el Peloponès. Un dels Heràclides, Hípotes, el va prendre per un espia i el va matar. En aquell moment es va declarar una epidèmia a l'exèrcit. Al consultar l'oracle va dir que la pesta era deguda a la còlera d'Apol·lo, provocada per la mort del seu sacerdot. Els dirigents de l'exèrcit van condemnar a l'exili durant deu anys a Hípotes, i l'epidèmia va cessar. Els Heràclides van instituir un culte a Apol·lo "Carneu".